# Національна портретна галерея США
Національна портретна галерея (англ. National Portrait Gallery) — розташована в центрі м. Вашингтон, США на південь від китайського кварталу «чайнатаун» в мікрорайоні Пенн і є невід'ємною частиною Смітсо́нівського інституту. Цей музей разом з іншою смітсонівською установою — Смітсонівський музей американського мистецтва — розташований в одному з найстаріших адміністративних будинків столиці, де містилося патентне бюро, і який тепер називається на честь мецената Дональда Рейнольдса, який подарував його Смітсонівському інституту: Центр американського мистецтва і портрету ім. До́нальда Ре́йнольдса (англ. The Donald W. Reynolds Center for American Art and Portraiture).